# Dognen
Dognen település Franciaországban, Pyrénées-Atlantiques megyében. Lakosainak száma 230 fő (2022. január 1.). Dognen Gurs, Jasses, Lay-Lamidou, Ogenne-Camptort, Préchacq-Josbaig és Préchacq-Navarrenx községekkel határos.

## Népesség
A település népességének változása:
| Lakosok száma | 211  | 212  | 223  | 220  | 224  | 227  | 229  | 229  | 230  |
|               | 2013 | 2015 | 2016 | 2017 | 2018 | 2019 | 2020 | 2021 | 2022 |